# André Lerond
André Lerond est un footballeur professionnel français, né le 6 décembre 1930 au Havre dans le département de la Seine-Inférieure et mort le 8 avril 2018 à Bron (Métropole de Lyon).
Il évolue au poste de défenseur. Il est sélectionné 31 fois en équipe de France et participe notamment à la Coupe du monde 1958 en Suède où les Bleus terminent 3e de la compétition. En club, il dispute 151 matches en Division 1, principalement à l'Olympique lyonnais.
« D'un gabarit moyen, mais très rapide, excellent technicien, calme et toujours bien placé, André Lerond était un footballeur extrêmement doué. » France-Football, 12 juin 2007.

## Biographie
André Lerond naît le 6 décembre 1930 au Havre, c'est à 6 ans que son père lui fait découvrir le foot à la Cavée-Verte ou les Havrais luttent pour se sortir de la D2. En 1940, Il quitte Le Havre, la guerre contraignant sa famille à émigrer dans la presqu’île du Cotentin à Coutainville. 
Orphelin très tôt, il est élevé par son grand-père. Il débute au FC Coutainville à l'âge de 10 ans, puis quelques années plus tard, alors qu’il est lycéen il joue au CS Coutançais. Il occupe tous les postes, même gardien. Cette particularité le suivra tout au long de sa carrière. Alors qu’il n’est que cadet, il joue en équipe première en promotion d'honneur et porte son premier brassard de capitaine. Après le décès de son grand-père, il se retrouve seul et se destine au métier de comptable. 
Alors qu'il est en vacances à Antibes, l'AS Monaco joue un match amical contre Saint-Raphaël et ne dispose pas d’arrière central. Son entraîneur de l’époque, Fernand Planquès, un ancien joueur du Red Star, propose aux dirigeants monégasques de l’essayer. Dès la fin du match, l'AS Monaco souhaite l’engager mais il choisit l'AS Cannes dirigé par Lucien Troupel. À Cannes, il ne reste que quelques mois. Les mauvais résultats de l'équipe et l’état des finances obligent les dirigeants cannois à transférer leurs jeunes joueurs.
Il rejoint l’Olympique lyonnais en cours de saison 1951-1952, il gagne 220 francs par mois alors que Grillon et Flamion touchent entre 4 000 et 5 000 francs. Il s’adapte très vite au club mais l'équipe redescend en D2. Il est très respecté et estimé du public qui l'appelle « Monsieur Lerond ». Il en a conscience et dit alors que « les spectateurs lyonnais sont les meilleurs du monde ». Après 7 sélections comme international B, c'est le professeur Trillat, avec qui il était très proche au point de « le considérer comme son grand frère », qui lui annonce sa première sélection en équipe de France A en 1957 contre la Hongrie. 
En 1958, Il joue encore à l'OL et participe aux exploits de cette fabuleuse équipe de France qui termine troisième de la Coupe du monde en Suède. En équipe de France, il évolue à plusieurs postes, demi gauche ou arrière gauche et au centre de la défense.
En 1959, il choisit de monter à Paris et il signe au Stade français qui vient de conquérir le titre de champion de D2. Acheté 22 millions, les dirigeants parisiens comptent sur Lerond pour stabiliser la défense. De cette première saison 1959-1960, il dira « oui je viens de vivre ma plus mauvaise saison ». Alors qu’il avait quitté Lyon pour ne pas redescendre en D2, il se retrouve à nouveau dans une équipe qui lutte pour éviter la relégation. En septembre 1959, la maladie contractée en Algérie l’affaiblit et lui fait perdre sa place en équipe de France. En 1961, il est élu meilleur joueur du championnat. 
En 1963, les malheurs continuent. Ses deux belles sœurs, qui dirigeaient avec leur père Paredes (entreprise), une entreprise villeurbannaise spécialisée dans le textile pour l’hygiène et la chirurgie, se tuent lors de leurs vacances sur les routes d’Espagne. En championnat, il joue son dernier match le 5 mai 1963 avec le Stade français contre Lyon. À 30 ans, à la demande de son beau père, il arrête brusquement sa carrière en pleine maturité. 
Il devient quelques années plus tard, le directeur commercial d’une chaîne nationale de distribution pour l’essuyage industriel. Il permet de faire évoluer l'entreprise en inventant un système révolutionnaire dans le monde de l'hygiène. Grâce à ce système, cette entreprise est devenue réputée et s'est développée dans toute la France, ainsi qu'en Italie.
Il meurt le 8 avril 2018 à Bron.

### Carrière en club
- 1951 :  AS Cannes
- 1951-1959 :   Olympique lyonnais
- 1959-1963 :   Stade français[3]

### Carrière en équipe nationale
Il reçoit 31 capes avec l'équipe de France, dont 10 fois en tant que capitaine de l'équipe. Sa première sélection a lieu le 6 octobre 1957 et la dernière le 28 avril 1963. Il dispute une grande majorité des matchs lors de la Coupe du monde 1958 où les français empochent la troisième place.
Il est néanmoins responsable malgré lui de la non-qualification de la France à la Coupe du monde 1962 au Chili. En effet, lors des éliminatoires, la France et la Bulgarie sont à égalité de points. Comme la différence de buts n'est pas prise en compte, un match de barrage a lieu sur terrain neutre (en l'occurrence le Stade San Siro de Milan). La Bulgarie bat la France 1-0, Lerond marquant contre son camp, le seul but du match.

## Palmarès
Après une première saison 1952-1953 de D2 difficile, la deuxième est la bonne et c'est en tant que capitaine de l'équipe qu'il obtient son seul titre officiel : le Championnat de France de Division 2 en juin 1954. Il est élu joueur français de l'année 1962, une récompense décernée par le magazine France Football.
Lerond dispute six matchs de la Coupe du monde de football de 1958, en particulier la demi-finale et la petite finale où « les Bleus » arrivent à la 3e place du tournoi. De 1957 à 1963, son palmarès en sélection est fort de 31 sélections en équipe de France. En 1960, il devient le capitaine des Tricolores. Il le demeure jusqu’à son dernier match le 28 avril 1963 contre le Brésil de Pelé.